# کریستین تیو
کریستین تیو هررا (اسپانیایی: Cristian Tello Herrera‎؛ زادهٔ ۱۱ اوت ۱۹۹۱) بازیکن فوتبال اهل اسپانیا است.